# 刘公诚
刘公诚（1914年10月—1991年2月25日），原名刘念悌，男，浙江定海（今舟山）人，生于上海，中华人民共和国政治人物。刘鸿生之子。

## 生平
早年学习优异，考入清华大学，后留学日本国立帝国大学，后回国参加革命。回国后，担任上海水泥厂厂长。1952年，参加了民主建国会，后任中国新型建筑材料公司副总经理、国家建材局科学技术委员会副主任委员。 